# Nowogiriejewo
Nowogiriejewo (ros. Новогиреево) – stacja moskiewskiego metra linii Kalinińskiej (kod 079), stanowiąca obecnie (do czasu otwarcia stacji Nowokosino) wschodni koniec linii. Nazwana od rejonu Nowogiriejewo we wschodnim okręgu administracyjnym Moskwy. Wyjścia prowadzą na ulice Zielonyj Prospekt i Swobodnyj Prospekt.

## Wystrój i podział
Stacja jest trzykomorowa, jednopoziomowa, posiada jeden peron. Rozszerzające się u szczytu kolumny pokryto jasnym marmurem i ozdobiono fryzami. Podłoga składa się z czerwonych i brązowych płyt granitowych i pasów białego marmuru między nimi. Ściany nad torami w dolnej części obłożono szaroniebieskim marmurem, a w górnej kremowym marmurem z ozdobnymi fryzami.